# Junghwa (métro de Séoul)
Pour les articles homonymes, voir Junghwa.
Junghwa est une station sur la ligne 7 du métro de Séoul, dans l'arrondissement de Jungnang-gu.